# 77-es busz (Budapest)
A budapesti 77-es jelzésű autóbusz a Bosnyák tér és az Örs vezér tere között közlekedett. A vonalat a Budapesti Közlekedési Zrt. üzemeltette.

## Története
1966. július 18-án 24Y jelzéssel új elágazójárat indított a Fővárosi Autóbuszüzem (FAÜ) a Bosnyák tér és a Cservenka Miklós utcai raktárak között a Telepes utcán, az Öv utcán és a Pestújhelyi úton keresztül Ikarus 620-as járművekkel. Az új járat csak munkanapokon csúcsidőben járt. 1968-ban az Agrokerhez került át a végállomása, 1969-ben pedig kiépült a forduló, így a tolatásos visszafordulás megszűnt. 1970. április 3-án a 2-es metró átadásával egy időben a 69-es villamos megszűnt, forgalmát a Rákosszentmihály MÁV-állomásig meghosszabbított 24Y buszok vették át, a Gergő utcai kerülő megszűnt, a Kolozsvár utcán és az Apolló utcán egyenesen közlekedtek a végállomásig. 1973. február 24-én a 77-es jelzést kapta. 1974-től a Csömöri úti felüljárón közlekedett, kihagyta az Öv utca és a Kolozsvár utca környékén található megállókat. 1975-től Ikarus 556-os buszok közlekedtek a vonalon, melyeket két-három évvel később fokozatosan Ikarus 260-as buszok váltottak fel, melyek a járat megszűnéséig jártak. 1978-ban Rákosszentmihályon is elkezdtek építeni egy felüljárót (Fogarasi út), így a buszok végállomását át kellett helyezni a vasútállomástól, a 77-est a Varga József utcához tették át (mai Szent Korona utca). 1979 júliusában átadták a Fogarasi úti felüljárót, a 31-es és 144-es buszok ezen közlekedtek, a kieső megállók pótlására pedig a 77-es buszt a Thököly úton és a Kerepesi úton az Örs vezér teréig hosszabbították. 1982. október 1. óta a Kerepesi út helyett a Dömsödi utcán, a Méhes utcán és a Gyakorló utcai lakótelepen keresztül közlekedik. 2007. augusztus 21-én a 277-es jelzést kapta.

## Útvonala
| Örs vezér tere felé | Bosnyák tér felé |
| --- | --- |
| Bosnyák tér vá. – Csömöri út – Nagy Lajos király útja – Telepes utca – Rákospatak utca – Csömöri út – felüljáró – Drégelyvár utca – Késmárk utca – Rákospalotai határút – Rákóczi út – Csömöri út – Batthyány utca – Thököly út – Veres Péter út – Kerepesi út – Dömsödi utca – Heves utca – Méhes utca – Keresztúri út – Gyakorló utca – Fehér út – Örs vezér tere vá. | Örs vezér tere vá – Fehér út – Kerepesi út – Gyakorló köz – Gyakorló utca – Keresztúri út – Méhes utca – Heves utca – Dömsödi utca – Kerepesi út – Veres Péter út – Thököly út – Batthyány utca – Csömöri út – Rákóczi út – Rákospalotai határút – Késmárk utca – Drégelyvár utca – felüljáró – Csömöri út – Bosnyák tér vá. |

## Megállóhelyei
| 0  | Bosnyák tér végállomás                   | 28 | 7, 7, 24, 32, 70, 73, 73, 173, Pólus 3, 62 |
| ∫  | Lőcsei út                                | 27 | 24, 70 |
| 1  | Telepes utca                             | ∫  | 24, 70 |
| 2  | Fűrész utca                              | ∫  | 24, 70 |
| 3  | Rákospatak utca                          | 26 | 73 |
| 4  | Miskolci utca                            | 26 | 73 |
| 5  | Cinkotai út                              | 25 | 73 |
| 6  | Molnár Viktor utca                       | 23 | 73, 173 |
| 7  | Apolló utca                              | 22 | 73, Palota |
| 8  | Késmárk utca (↓) Nyírpalota utca (↑)     | 21 | 73, 177, Palota |
| 9  | Fázis utca                               | 20 | 177 |
| 9  | Késmárk utca 9. (↓) Késmárk utca 20. (↑) | 19 | 177 |
| 10 | Késmárk utca 11. (↓) Késmárk utca (↑)    | 19 | 177 |
| 11 | Rákospalotai határút                     | 18 | 131, 177 |
| 12 | Baross utca                              | 17 | 131, 177 |
| 13 | Batthyány utca (↓) Rákóczi út (↑)        | 16 | 31, 92, 130, 131, 177, 192 |
| 14 | Szent Korona utca                        | 15 | |
| 15 | Rákosi út                                | 14 | 144 |
| 16 | Budapesti út                             | 13 | |
| 16 | Őrmester utca (↓) Sasvár utca (↑)        | 12 | |
| 17 | Sashalmi tér                             | 11 | |
| 18 | Veres Péter út (↓) Thököly út (↑)        | 11 | 44, 44A, 45, 76 |
| 20 | Nagyicce, HÉV-állomás                    | 9  | Gödöllői és csömöri HÉV 44, 44A, 45 |
| 21 | Heves utca (↓) Dömsödi utca (↑)          | 8  | |
| 22 | Pilisi utca                              | 7  | |
| 24 | Halas utca                               | 5  | 67 |
| 25 | Gépmadár utca                            | 4  | |
| 26 | Gyakorló köz                             | 3  | |
| 28 | Örs vezér tere végállomás                | 0  | (2007 nyarán pótlóbusz közlekedett helyette) Gödöllői és csömöri HÉV 31, 32, 44, 44A, 45, 61, 61, 67, 76, 85, 85, 131, 144, 144, 161E, 168, 176, Expo, Rákoskert 80–81, 82 3, 62 Helyközi buszok |